# Kenneth Harkness
Kenneth Harkness (pseudònim de Stanley Edgar; 12 de novembre de 1896 - 4 d'octubre de 1972) va ser un organitzador d'escacs estatunidenc. És el creador del sistema de puntuació Harkness.

## Biografia i carrera
Va néixer a Glasgow, Escòcia. Va ser director comercial de la Federació d'Escacs dels Estats Units de 1952 a 1959. També va ser l'editor de Chess Review, que es va fusionar amb Chess Life.
Havia viscut a Boca Raton, Florida. Va esdevenir àrbitre internacional el 1972. Va ser membre de la Comissió Permanent de Regles de la FIDE.
Harkness va ser responsable d'introduir els tornejos de sistema suís als Estats Units, i també va introduir el sistema de puntuació Harkness, que va ser un precursor del sistema de classificació Elo. Hi ha un mètode de desempat en tornejos de sistema suís porta el seu nom. En el mètode Harkness, els jugadors empatats a punts es classifiquen per la suma de les puntuacions dels seus oponents descartant la puntuació màxima i la puntuació més baixa. Pels seus serveis, Harkness es troba al Saló de la Fama dels Escacs dels Estats Units.
Amb Irving Chernev, Harkness va coescriure An Invitation to Chess. Va ser responsable d'alguns dels primers llibres de regles d'escacs nord-americans.
Harkness va morir en un tren a Iugoslàvia, de camí a Skopje per ser àrbitre a l'Olimpíada d'escacs.

## Sistema de puntuació
Harkness va idear un sistema de puntuació que va ser utilitzat per la Federació d'Escacs dels Estats Units entre 1950 i 1960. Quan un jugador competeix en un torneig, es calcula la valoració mitjana de la seva actuació. Si el jugador aconsegueix un 50%, rep la qualificació mitjana de la competició com a valoració de rendiment. Si obté més del 50%, la seva nova qualificació és la mitjana de la competició més 10 punts per cada punt percentual superior a 50. Si obté menys del 50%, la seva nova qualificació és la mitjana de la competició menys 10 punts per cada punt percentual inferior a 50.